# Nivollet-Montgriffon
Nivollet-Montgriffon település Franciaországban, Ain megyében. Lakosainak száma 119 fő (2022. január 1.). Nivollet-Montgriffon L’Abergement-de-Varey, Aranc, Boyeux-Saint-Jérôme, Corlier, Oncieu és Saint-Rambert-en-Bugey községekkel határos.

## Népesség
A település népességének változása:
| Lakosok száma | 103  | 63   | 66   | 127  | 135  | 120  | 119  | 117  | 115  | 119  |
|               | 1968 | 1982 | 1990 | 2006 | 2011 | 2016 | 2017 | 2019 | 2020 | 2022 |